# Fitxer de hosts
El fitxer de hosts és un fitxer informàtic que fa servir un sistema operatiu per mapar noms d'ordinadors cap a adreces IP. Aquest mètode és un dels sistemes per dirigir-se per nom als ordinadors que hi ha a una xarxa informàtica. En alguns sistemes operatius, el fitxer de host es fa servir abans que els altres mètodes, tal com el servei de Domain Name System (DNS). Al contrari que les DNS, el fitxer de host és editable per l'administrador de l'ordinador. El fitxer de hosts és un fitxer de text pla i normalment es diu hosts.
La localització del fitxer de hosts en alguns sistemes:
| Sistema Operatiu          | Versió                | Ruta                                                                                 |
| ------------------------- | --------------------- | ------------------------------------------------------------------------------------ |
| Windows                   | 95 / 98 / Me          | C:\Windows\hosts                                                                     |
| Windows                   | NT / 2000             | C:\WINNT\System32\drivers\etc\hosts                                                  |
| Windows                   | XP / 2003 / Vista / 7 | C:\Windows\System32\drivers\etc\hosts                                                |
| Mac OS                    |                       | /private/etc/hosts o bé /etc/hosts (aquest segon és un enllaç simbòlic)              |
| Unix / Linux / BSD        |                       | /etc/hosts                                                                           |
| Novell NetWare            |                       | SYS:etc\hosts                                                                        |
| OS/2 / eComStation        |                       | "bootdrive":\mptn\etc\                                                               |
| BeOS                      |                       | /boot/beos/etc/hosts                                                                 |
| Symbian OS                | Versions 6.1-9.0      | C:\system\data\hosts                                                                 |
| Symbian OS                | Symbian OS 9.1+       | C:\private\10000882\hosts                                                            |
| Android                   |                       | /system/etc/hosts (o /etc/hosts, ja que /etc. és un enllaç simbòlic a /system/etc.)  |
| iOS (només amb jailbreak) | iOS 2.0 o més nous    | /private/etc/hosts (o /etc/hosts, ja que /etc. és un enllaç simbòlic a /private/etc. |

## Format
- S'ha d'introduir l'adreça IP a la que es resoldrà, un o més espais o tabulacions i el domini d'Internet a resoldre.
- Es pot introduir més d'un domini a resoldre a la mateixa línia separats per un o més espais o tabulacions.
- Cada correspondència d'adreça IP i domini ha d'anar en una línia diferent.
- Les línies que comencen per # es consideren comentaris i no tenen cap efecte.
- Les línies en blanc tampoc tenen cap efecte-

Un fitxer de hosts vàlid podria ser:
```
#Exemple de fitxer de hosts

#Definició de localhost
127.0.0.1 localhost
#Correspondència amb una pàgina web
209.85.229.104 www.google.com
#Dominis d'Internet bloquejats
255.255.255.0 www.paginabloquejada1.com www.paginabloquejada2.com
255.255.255.0 www.paginabloquejada3.com
104.20.44.158 www.ref1oct.eu
104.20.44.158 onvotar.garantiespelreferendum.com
```

Les línies del fitxer de hosts es poden eliminar de manera segura.